# My Boy
"My Boy" (estilizado "my boy") é uma canção da cantora estadunidense Billie Eilish. Foi lançado pela Darkroom e Interscope Records como o sexto single do extended play (EP) de estreia de Eilish, Don't Smile at Me (2017). Eilish e seu irmão, Finneas O'Connell, co-escreveram a música, com o último cuidando apenas da produção. Como uma faixa pop com instrumentação influenciada pelo jazz, a música foi fortemente inspirada por garotos que partiram o coração de Eilish.
"My Boy" recebeu várias certificações, incluindo um disco de platina pela Recording Industry Association of America (RIAA), outro pela Australian Recording Industry Association (ARIA) e mais um pela Music Canada (MC), além de um disco de prata pela British Phonographic Industry (BPI). Foi tocada ao vivo por Eilish durante sua turnê 1 by 1 Tour em 2018. Um remix por Troyboi foi lançado em 9 de março de 2018.

## Composição
"My Boy" foi lançado em 28 de julho de 2017 como o sexto single do EP de estreia de Eilish, Don't Smile at Me. A faixa foi escrita pela cantora e Finneas O'Connell, seu irmão e único produtor da faixa. A masterização e a mixagem foram feitas pelo pessoal do estúdio, John Greenham e Rob Kinelski, respectivamente. Um remix da música por TroyBoi intitulado "MyBoi" foi lançado em 9 de março de 2018. Claire Ruder, escrevendo para Earmilk, elogiou o remix de TroyBoi, dizendo que "foi capaz de transformar com sucesso uma música pop curta e doce em EDM carregado de baixo e explosivo".
De acordo com partituras publicadas pelo Universal Music Publishing Group em Musicnotes.com, "My Boy" tem um andamento moderadamente lento de 69-72 batidas por minuto (BPM) e é tocada na chave de Si menor. Os vocais de Eilish abrangem uma faixa de Fá a Si. Comentários críticos descreveram "My Boy" como uma faixa pop influenciada pelo jazz. "My Boy" apresenta uma produção minimalista composta por um prato e teclado. De acordo com Olivia Lewis, da Baeble Music, a faixa começa com uma "vibração mais fria, parecida com o jazz, e uma camada de escuridão e mistério": "Meu menino está sendo suspeito, ele era sombrio o suficiente, mas agora ele é apenas uma sombra / Meu menino ama seus amigos como eu amo minhas pontas duplas." E depois: "E com isso, quero dizer, ele os corta", uma mudança de andamento "funky" acontece. A música logo se torna mais animada, mantendo o peso da introdução: "Meu garoto está sendo suspeito e ele não sabe xingar/Ele soa como se estivesse tentando ser seu pai (Quem é você?) mas ele é um mentiroso tão bonito/E com isso quero dizer que ele disse que 'mudaria'".

## Recepção e promoção
"My Boy" foi elogiada por Callie Ahlgrim do Insider, que chamou a faixa de "lenta" e "misteriosa" e sentiu que seu refrão " é tão flexível e elástico que é quase distraidamente dançante". "My Boy" teve um sucesso limitado nas paradas de discos, alcançando apenas o número 20 na parada de vendas de músicas digitais alternativas da Billboard dos EUA. No entanto, recebeu várias certificações; sendo certificado de platina na Austrália, Canadá e Estados Unidos pela Australian Recording Industry Association (ARIA), Music Canada (MC) e pela Recording Industry Association of America (RIAA), respectivamente. "My Boy" foi tocada ao vivo durante a turnê norte-americana 1 by 1 Tour de Eilish em 2018.

## Cover
Em 2019, a banda de punk rock estadunidense SWMRS fez um cover de "My Boy" no Blondies, em Londres, para 50 de seus maiores fãs. A equipe da Kerrang! chamou o SWMRS de uma "dose saudável de punk rock surfista".

## Lista de faixas
| Download digital |          |         |  |
| N.º              | Título   | Duração |  |
| 1.               | "My Boy" | 2:50    |  |

| Download digital - TroyBoi Remix |                          |         |  |
| N.º                              | Título                   | Duração |  |
| 1.                               | "My Boi (TroyBoi Remix)" | 3:31    |  |

## Pessoal[6]
- Billie Eilish - vocais, composição
- Finneas O'Connell - produção, composição
- John Greenham - engenheiro de masterização
- Rob Kinelski - mixagem

## Certificações
| Região                                                       | Certificação | Vendas     |
| ------------------------------------------------------------ | ------------ | ---------- |
| Austrália (ARIA)                                             | Platina      | 70,000‡    |
| Canadá (MC),                                                 | Platina      | 80,000‡    |
| Reino Unido (BPI).                                           | Ouro         | 400,000‡   |
| Estados Unidos (RIAA)                                        | Platina      | 1,000,000‡ |
| ‡vendas+valores de streaming baseados apenas na certificação |              |            |